# Eupithecia antivulgaria
Eupithecia antivulgaria là một loài bướm đêm trong họ Geometridae.